# دانيلو ماريوتو
دانيلو ماريوتو دوس سانتوس (بالبرتغالية: Danilo Mariotto dos Santos‏) مواليد 15 يناير 1996 في ريو دي جانيرو، هو لاعب كرة قدم برازيلي لعب سابقاً لنادي الوشم السعودي كمهاجم.

## روابط خارجية
- دانيلو ماريوتو دوس سانتوس على موقع اتحاد أوكرانيا (الإنجليزية)
- دانيلو ماريوتو دوس سانتوس على موقع قاعدة بيانات كرة القدم.إي يو (الإنجليزية)
- دانيلو ماريوتو دوس سانتوس على موقع Soccerway.com (الإنجليزية)